# Ateas
Ateas o Atees (ca. 429 aC – 339 aC) va ser, segons les fonts gregues i romanes, el més poderós dels reis escites. Va perdre la vida i el regne en un conflicte amb Filip II de Macedònia l'any 339 aC. El seu nom també s'escriu Atheas, Ateia, Ataias i Ateus.

## Unificació d'Escítia
No se sap si Ateas era parent o tenia connexió amb la dinastia reial d'Escítia. La majoria dels historiadors el defineixen com un usurpador que va expulsar del poder altres reis escites. Cap a la dècada de 340 aC, havia unit sota el seu poder a les tribus escites que habitaven un vast territori situat entre el Danubi i els pantans de Meòcia.
Plutarc relata diverses anècdotes sobre el personatge d'Ateas i la seva actitud cap a la cultura grega: «Ateas va fer presoner Ismènies, un excel·lent flautista, i li va manar que toqués. Els oients l'admiraven i el rei va jurar que era més agradable escoltar un cavall. Més tard, Ateas va escriure a Filip: «Tu regnes sobre els macedonis, homes que han après a lluitar i jo sobre els escites, que podem lluitar amb la fam i la set».
Cap al final de la seva vida, Ateas es va dedicar a envair la zona d'influència del regne de Macedònia als Balcans. Fonts gregues parlen de la seva campanya contra la tribu dels histrians a Tràcia. Al principi, Ateas va demanar ajuda a Filip II, però quan les tropes de Filip van arribar a Escítia, els escites se'n van burlar: el rei dels histrians havia mort i ja no calia dur a terme una nova acció militar. Un altre enfrontament entre Felip i Ateas va sorgir durant el setge de Bizanci per part de Filip (340 aC), quan els escites es van negar a donar subministraments a les tropes macedònies, posant com a pretext l'aridesa de la seva terra.
Aquests petits conflictes amb Ateas van donar a Felip un motiu per envair els seus dominis. Quan els escites no van permetre que Filip dediqués una estàtua d'Hèracles a l'estuari del Danubi, l'any 339 aC, els dos reis es van enfrontar a les planes de l'actual Dobrudja. Ateas va morir en la lluita i el seu exèrcit va ser derrotat. Sembla que Filip també va resultar ferit i el seu cavall va morir enmig de la baralla. Amb aquesta derrota, es va desfer l'imperi d'Ateas. Se suposa que els escites van perdre la seva posició dominant a l'Estepa Pòntica durant dos segles, fins al regnat d'Escilur al segle ii aC.
Els escites van comprar la pau entregant 20.000 dones escites i un nombre igual d'eugues de l'estepa als macedonis. Quan Filip retornava a Macedònia carregat de botí a través del país dels tribal·lis, aquestos li van prohibir el pas a menys que els donés la meitat del botí. Filip es va negar i va seguir una dura batalla on Filip en va resultar greument ferit i va estar a punt de morir però el seu fill Alexandre el va salvar al darrer moment.